# Stefan Mayer
Stefan Antoni Mayer (ur. 25 września 1895 w Rawie Ruskiej, zm. 23 marca 1981 w Londynie) – pułkownik dyplomowany piechoty Wojska Polskiego, szef wywiadu i kontrwywiadu wojskowego, kawaler Orderu Virtuti Militari.

## Życiorys
Syn Fryderyka i Stanisławy z Helmanów. Uczył się w Filii C.K. Gimnazjum w Stryju, gdzie w 1913 ukończył VIII klasę z wynikiem celującym i zdał egzamin dojrzałości z odznaczeniem, po czym miał podjąć studia techniczne. Rozpoczął studia na Wydziale Prawa Uniwersytetu Lwowskiego, które przerwał wybuch I wojny światowej.
Od 16 sierpnia 1914 ochotnik w Legionach Polskich. Został przydzielony do 3 pułku piechoty, z którym przeszedł szlak bojowy aż do potyczki pod Rarańczą. Następnie służył w II Korpusie w 15 pułku strzelców, uwięziony po bitwie pod Kaniowem zbiegł i przedostał się do Kijowa, a następnie do miejsca, gdzie formowano jednostki I Korpusu. Dotarł tam w czerwcu 1918, gdy miała miejsce kapitulacja, w związku z tym powrócił do Kijowa, gdzie powierzono mu misję przekazania poczty dla polskich władz cywilno-wojskowych przebywających w Moskwie. Następnie udał się do Murmańska, gdzie uczestniczył w powstawaniu polskich formacji wojskowych tzw. Murmańczycy. Dowodził działonem w baterii oficerskiej, a następnie będąc adiutantem Oddziału Murmańskiego powrócił w grudniu 1919 do Polski.
Od lutego 1920 był szefem sekcji ofensywnej dowództwa Frontu Pomorskiego, a miesiąc później referentem w referacie organizacyjnym Ekspozytury Oddziału II Naczelnego Dowództwa Wojska Polskiego w Grudziądzu, awansował wówczas do stopnia porucznika. Od 9 lipca 1920 podlegał referatowi wywiadu ofensywnego Grupy Operacji Jazdy, a od 17 sierpnia stał na czele Oddziału II Dowództwa Grupy Operacyjnej „Dolna Wisła”. 12 września 1920 w drodze awansu Stefan Mayer został przydzielony do dowództwa 4 Armii Wojska Polskiego jako szef Oddziału II i sekcji ofensywnej. 11 stycznia 1921 został przeniesiony na stanowisko zastępcy szefa, a następnie szefa Oddziału II 2 Armii Wojska Polskiego i zajmował je do momentu rozwiązania 2 Armii we wrześniu 1922.
Następnie od lipca 1923 został szefem Ekspozytury nr 6 Oddziału II Sztabu Generalnego w Brześciu, a od lipca Ekspozytury nr 1 w Wilnie. W październiku 1924 skierowano go na roczny kurs doszkalający w Wyższej Szkole Wojennej, ukończył go jako oficer Sztabu Generalnego i został przydzielony do Oddziału I Dowództwa Okręgu Korpusu nr 2 w Łodzi. W czerwcu 1926 został referentem Oddziału II Sztabu Generalnego WP, a miesiąc później ponownie stanął na czele Ekspozytury nr 1 w Wilnie. Od 1 września 1928 pełnił funkcję szefa Wydziału IIb (Kontrwywiadu) Oddziału II SG, od 1930 Wydziału IIb (Wywiadu), nadzorował również Biuro Szyfrów w którym Marian Rejewski, Henryk Zygalski i Jerzy Różycki pracowali nad złamaniem szyfru Enigmy. W 1936 był bezpośrednio zaangażowany w sprawę rzekomej zdrady oficera wywiadu Jerzego Sosnowskiego, która do dziś budzi kontrowersje. 25 lipca 1939 uczestniczył w ujawnieniu wywiadowi francuskiemu reprezentowanemu przez Gustave Bertranda i Henriego Braquenié oraz Alastairowi Dennisonowi, Dillyemu Knoxowi i Humphreyowi Sandwithowi z wywiadu brytyjskiego osiągnięcia Polski w deskrypcji Enigmy.
Po agresji III Rzeszy i ZSRR na Polskę przedostał się przez Francję do Wielkiej Brytanii. Mimo konfliktu z gen. Władysławem Sikorskim został przez niego mianowany w 1941 komendantem polskiej szkoły wywiadu. Zorganizowano ją pod kamuflażem „Oficerskiego Kursu Doskonalącego Administracji Wojskowej”, początkowo w lokalu w Londynie, przy Kensington Park Road W.11, w dzielnicy Bayswater, następnie w Glasgow. Brał udział w szkoleniu cichociemnych specjalizujących się w wywiadzie, pierwsze zajęcia rozpoczęły się 3 kwietnia 1941.

## Życie prywatne
Żonaty z Marią Goleńską, z którą mieli córkę Krystynę

## Ordery i odznaczenia
- Krzyż Srebrny Orderu Wojskowego Virtuti Militari nr 6936[1]
- Krzyż Niepodległości (25 stycznia 1933)[11]
- Krzyż Oficerski Orderu Odrodzenia Polski (11 listopada 1975)[12][13]
- Krzyż Kawalerski Orderu Odrodzenia Polski (10 listopada 1928)[14]
- Krzyż Walecznych (czterokrotnie)[8][13]
- Złoty Krzyż Zasługi (dwukrotnie: 16 marca 1934[15], 18 lutego 1939[16])
- Srebrny Krzyż Zasługi (3 sierpnia 1928)[17]
- Order Krzyża Orła III klasy (Estonia, 1935)[18]
- Krzyż Wojenny (Francja)
- Medal 10 Rocznicy Wojny Niepodległościowej (Łotwa)[19]